# Żagwiak łuskowaty

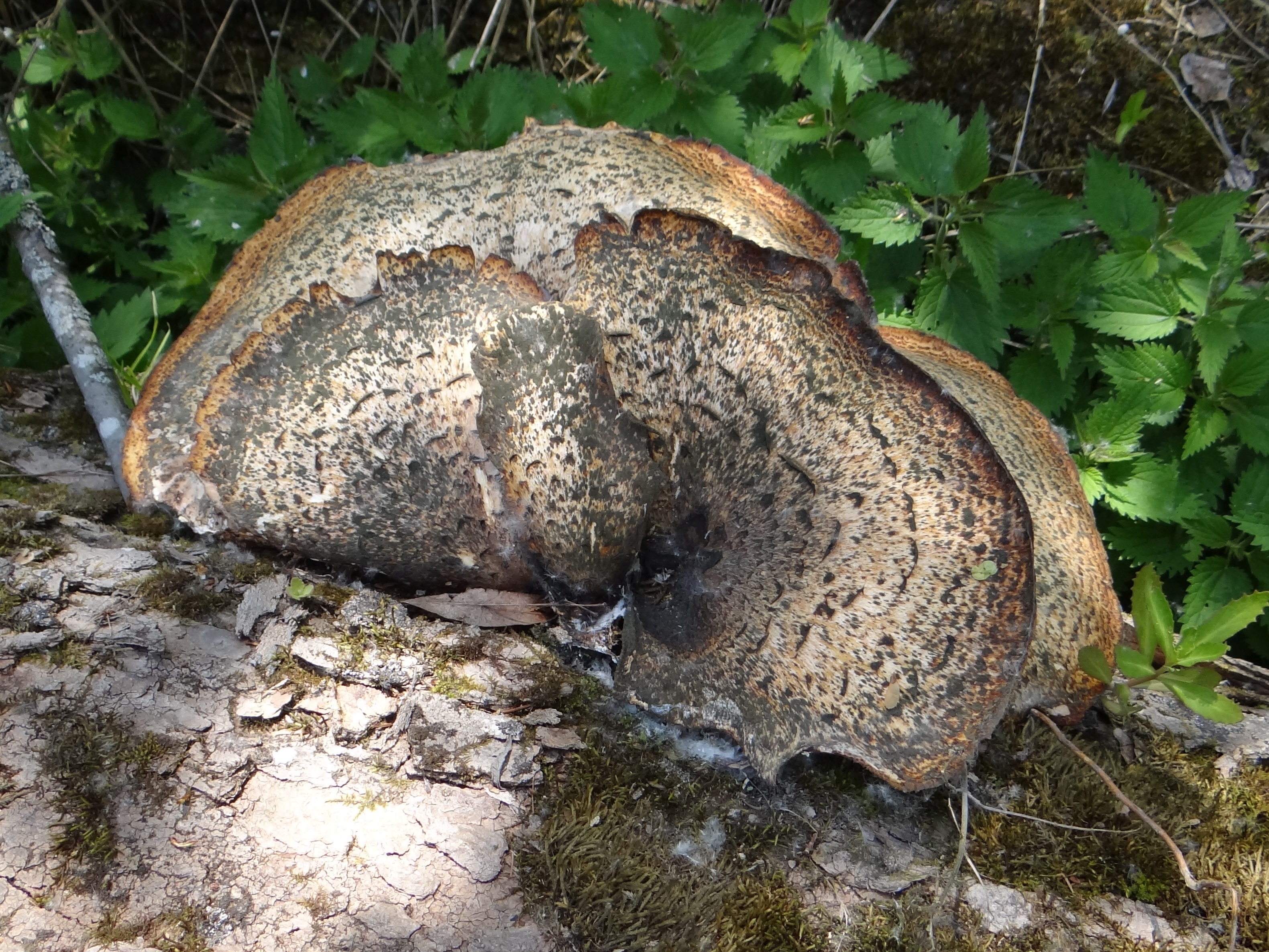

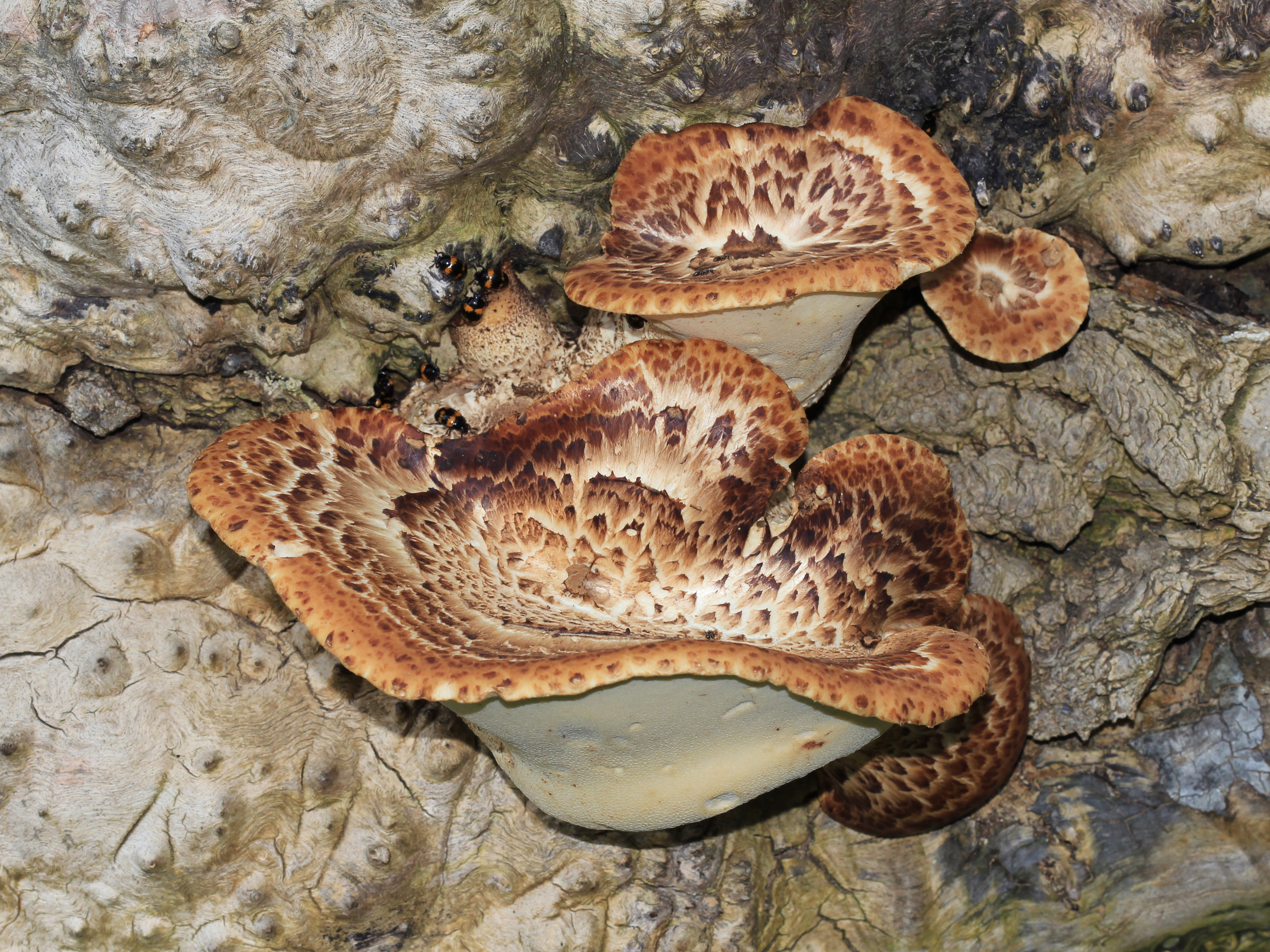
Młode owocniki żagwiaka łuskowatego

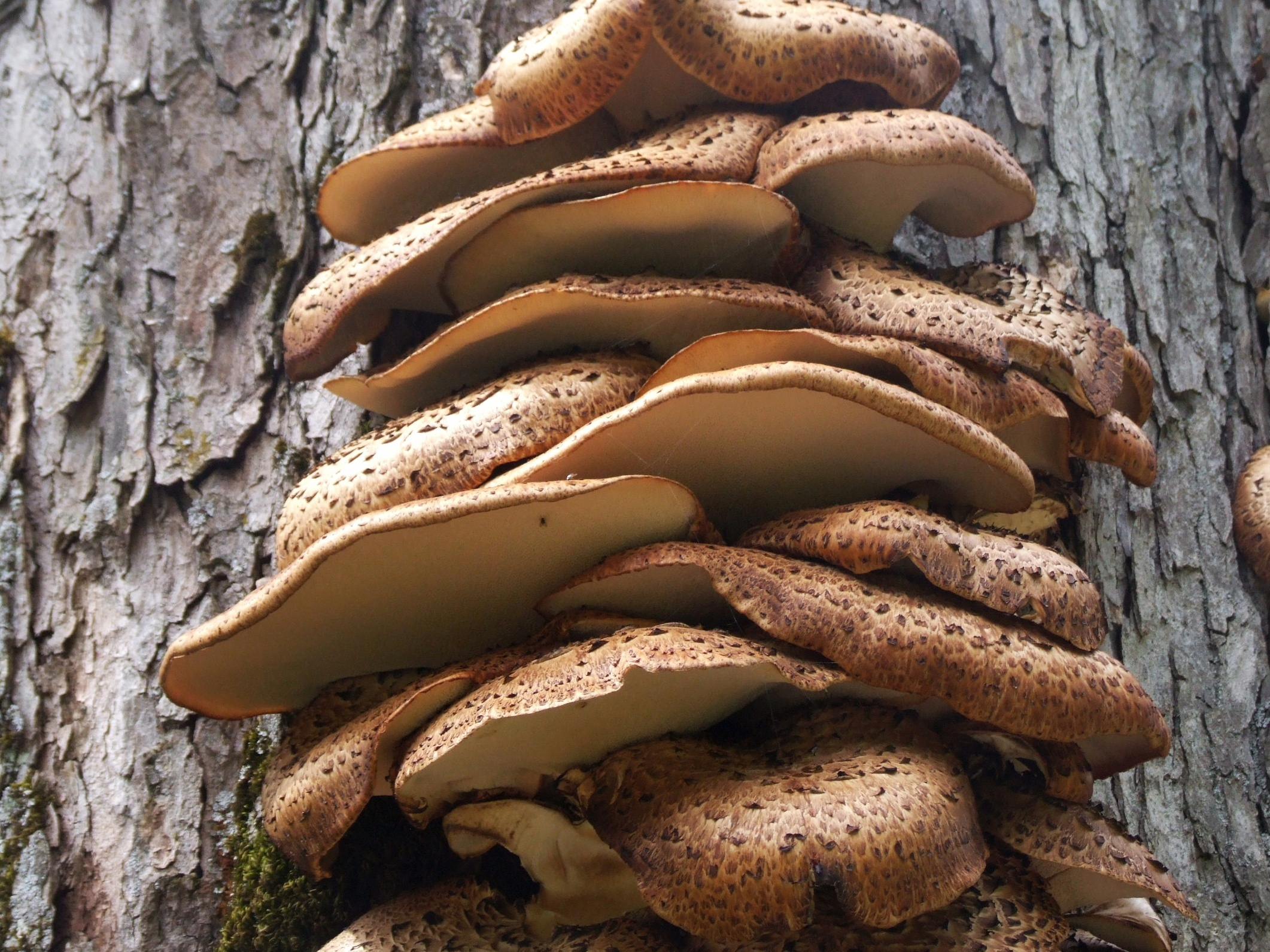
Żagwiak łuskowaty

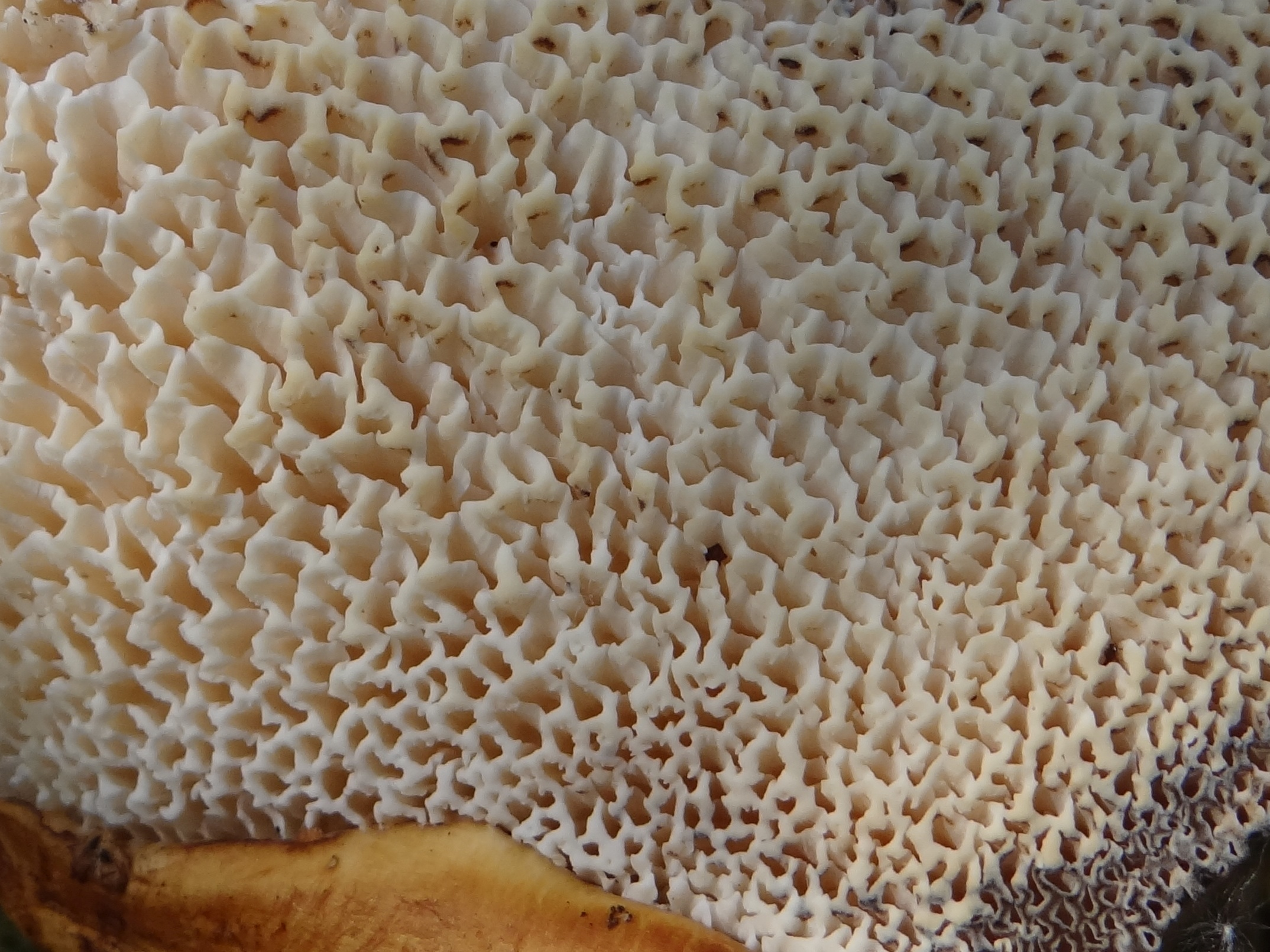
Hymenofor

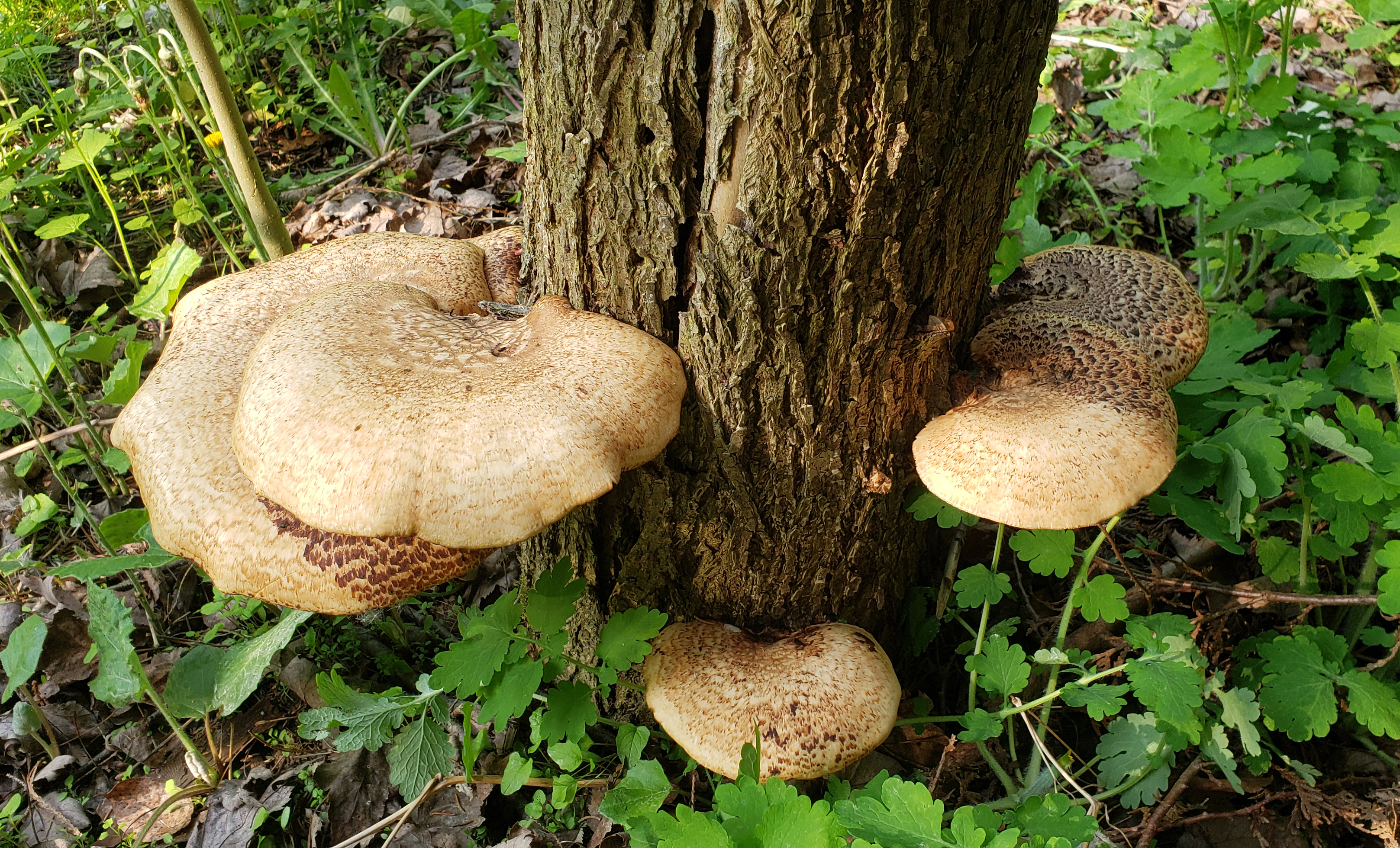
Żagwiak łuskowaty

Żagwiak łuskowaty (Cerioporus squamosus (Huds.) Quél.) – gatunek grzybów należący do rodziny żagwiowatych (Polyporaceae).

## Systematyka i nazewnictwo
Pozycja w klasyfikacji według Index Fungorum: Cerioporus, Polyporaceae, Polyporales, Incertae sedis, Agaricomycetes, Agaricomycotina, Basidiomycota, Fungi.
Po raz pierwszy takson ten zdiagnozował w 1778 r. William Hudson nadając mu nazwę Boletus squamosus. Obecną, uznaną przez Index Fungorum nazwę nadał mu w 1778 r. Lucien Quélet, przenosząc go do rodzaju Lentinus.
Synonimów naukowych posiada ponad 60. Niektóre z nich:

- Agarico-pulpa ulmi Paulet 1793
- Boletus cellulosus Lightf. 1778
- Boletus juglandis Schaeff. 1774
- Boletus maximus Schumach. 1803
- Boletus michelii (Fr.) Pollini 1824
- Boletus polymorphus Bull. 1791
- Boletus rangiferinus Bolton 1792
- Boletus squamosus Huds. 1778
- Bresadolia caucasica Shestunov 1910
- Bresadolia paradoxa Speg. 1883
- Bresadolia squamosa (Huds.) Teixeira 1986
- Cerioporus michelii (Fr.) Quél. 1886
- Cerioporus rostkowii (Fr.) Quél. 1886
- Cerioporus squamosus (Huds.) Quél. 1886
- Melanopus squamosus (Huds.) Pat. 1900
- Polyporellus rostkovii (Fr.) P. Karst. 1880
- Polyporellus squamatus (Lloyd) Pilát 1936
- Polyporellus squamosus (Huds.) P. Karst. 1880
- Polyporellus squamosus f. rostkovii (Fr.) Pilát 1936
- Polyporus alpinus Saut. 1876
- Polyporus caudicinus Murrill 1903
- Polyporus dissectus Letell. 1826
- Polyporus flabelliformis Pers. 1825
- Polyporus infundibuliformis Rostk. 1830
- Polyporus juglandis (Schaeff.) Pers. 1825
- Polyporus michelii Fr. 1821
- Polyporus pallidus Schulzer 1874
- Polyporus retirugis (Bres.) Ryvarden 1980
- Polyporus rostkovii Fr. 1838
- Polyporus squamosus (Huds.) Fr. 1821
- Polyporus ulmi Paulet Icon. Champ. 1812
- Polyporus westii Murrill 1938
- Trametes retirugis Bres. 1893[2].

Nazwę polską żagiew łuskowata podał Franciszek Błoński w 1889 r. W polskim piśmiennictwie mykologicznym gatunek ten opisywano również jako: huba łuskowata, horosz szupinowaty, huba wielka. Wszystkie te nazwy polskie są jednak niespójne z aktualną nazwą naukową, dlatego w 2021 r. Komisja ds. Polskiego Nazewnictwa Grzybów ustaliła nazwę żagwiak łuskowaty, jako spójną z nazwą naukową zaakceptowaną przez Index Fungorum.

## Morfologia
Kapelusz
Średnicy 10–40 cm. Młode prawie płaskie z podwiniętym brzegiem, starsze lekko lejkowate; pokryty ciemnobrązowymi łuskami na białawym do jasnobrązowego tle (patrząc od środka na zewnątrz kapelusza).
Rurki
Nieregularne, kanciaste, białe/kremowe pory im dalej od trzonu tym mniejsze, średnicy 1–2,5 mm, zbiegające.
Trzon
Najczęściej boczny, krótki i krępy z rurkami płynnie przechodzącymi z kapelusza na trzon. Górą zazwyczaj biały lub brudnocielisty, dołem pokryty brązowoczarnym lub czarnym kutnerem.
Miąższ
Biały, o słabym smaku i zapachu mączno-ogórkowym. Jest soczysto-mięsisty, zaś po wyschnięciu staje się lekki, korkowaty i kruchy.
Wysyp zarodników
Biały. Zarodniki podłużnie eliptyczne, gładkie, o rozmiarach 10–13 × 4–5 µm.
Gatunki podobne
Żagiew guzowata (Polyporus tuberaster). Owocnik dużo mniejszy (do 15 cm średnicy). Kapelusz lejkowaty, trzon centralny.

## Występowanie i siedlisko
Pospolicie występuje w całej Polsce (z wyjątkiem wyższych partii gór).
Występuje w lasach, parkach, ogrodach, w zaroślach i przy drogach. Rośnie na żywych i obumierających pniach drzew liściastych, rzadko na iglastych. Występuje na drzewach niemal przez cały rok; młode owocniki pojawiają się w marcu i rozwijają się do pierwszych mrozów, a przejrzałe owocniki utrzymują się na pniach czasami nawet do lutego. Rozwija się najczęściej na bukach, klonach i jesionach. Stwierdzono występowanie na następujących drzewach: Acer negundo, Acer pensylvanicum, Acer platanoides, Acer pseudoplatanus, Acer saccharinum, Aesculus hippocastanum, Betula pendula, Celtis occidentalis, Fagus, Fraxinus excelsior, Juglans regia, Malus domestica, Populus nigra, Populs sp., Prunus domestica, Quercus petraea, Quercus sp., Robinia, Salix alba, Salix fragilis, Salix sp., Tilia sp., Ulmus glabra, Ulmus minor, Ulmus sp.

## Znaczenie
Pasożyt żywych drzew. Grzyb jadalny. Jadalne są tylko młode owocniki, jednak są mało smaczne. Z czasem twardniejący miąższ grzyba czyni go niezdatnym do spożycia. Przed jedzeniem owocniki należy obgotować. Dawniej w okresach głodu wykorzystywano również starsze owocniki. Krojono je grubo i gotowano. Z wywaru robiono zupę grzybową.